# Сен-Ло-2 (кантон)
Сен-Ло-2 (фр. Saint-Lô-2) — кантон во Франции, находится в регионе Нормандия, департамент Манш. Входит в состав округа Сен-Ло.

## История
Кантон образован в результате реформы 2015 года . В него были включены упраздненные кантоны Канизи и Сен-Ло-Эст (в том числе часть города Сен-Ло), а также одна коммуна упраздненного кантона Мариньи.
С 1 января 2016 года состав кантона изменился: коммуны Гурфалёр, Ла-Мансельер-сюр-Вир, Сен-Ромфер и Сен-Самсон-де-Бонфоссе образовали новую коммуну Бургвалле. 
С 1 января 2017 года состав кантона снова изменился: коммуна Сен-Эбремон-де-Бонфоссе вошла в состав коммуны Канизи.
1 января 2019 года коммуны Ле-Мениль-Эрман и Суль вошли в состав коммуны Бургвалле.

## Состав кантона с 1 января 2019 года
В состав кантона входят коммуны (население по данным Национального института статистики за 2018 г.):
- Бодр (544 чел.)
- Бургвалле (3 240 чел.)
- Данжи (677 чел.)
- Канизи (1 785 чел.)
- Карантийи (632 чел.)
- Кибу (889 чел.)
- Ла-Бар-де-Семийи (1 021 чел.)
- Ла-Люзерн (74 чел.)
- Сен-Ло (11 778 чел., восточные и южные кварталы)
- Сен-Мартен-де-Бонфоссе (528 чел.)
- Сент-Сюзан-сюр-Вир (691 чел.)

## Политика
На президентских выборах 2022 г. жители кантона отдали в 1-м туре Эмманюэлю Макрону 34,7 % голосов против 21,6 % у Марин Ле Пен и 17,7 % у Жана-Люка Меланшона; во 2-м туре в кантоне победил Макрон, получивший 65,0 % голосов. (2017 год. 1 тур: Эмманюэль Макрон – 28,4 %, Франсуа Фийон – 19,8 %, Жан-Люк Меланшон – 18,2 %, Марин Ле Пен – 16,8 %; 2 тур: Макрон – 73,8 %. 2012 год. 1 тур: Франсуа Олланд — 31,3 %, Николя Саркози — 26,4 %, Марин Ле Пен — 13,7 %; 2 тур: Олланд — 55,3 %).
С 2021 года кантон в Совете департамента Манш представляют члены совета города Сен-Ло вице-мэр Брижитт Буажеро  (Brigitte Boisgerault) (Разные правые) и Матьё Лебрён (Matthieu Lebrun) (Разные центристы).
|                | Кандидаты                     | Партия                   | Первый тур | Первый тур     | Второй тур | Второй тур |
| Кол-во голосов | Кандидаты                     | Партия                   | % голосов  | Кол-во голосов | % голосов  |            |
| -------------- | ----------------------------- | ------------------------ | ---------- | -------------- | ---------- | ---------- |
|                | Брижитт Буажеро Матьё Лебрён  | Разные центристы         | 2 358      | 52,83          | 2 873      | 65,12      |
|                | Корин Барбе Жаки Риуэ         | Разные левые             | 1 246      | 27,92          | 1 539      | 34,88      |
|                | Изабель Лельевр Патрик Морель | Национальное объединение | 859        | 19,25          |            |            |

|                | Кандидаты                          | Партия                  | Первый тур | Первый тур     | Второй тур | Второй тур |
| Кол-во голосов | Кандидаты                          | Партия                  | % голосов  | Кол-во голосов | % голосов  |            |
| -------------- | ---------------------------------- | ----------------------- | ---------- | -------------- | ---------- | ---------- |
|                | Брижитт Буажеро Матьё Жоан-Лепрель | Разные правые           | 1 619      | 23,01          | 4 988      | 74,03      |
|                | Вальтер Делаби Кристель Гробе      | Национальный фронт      | 1 397      | 19,86          | 1 750      | 25,97      |
|                | Жером Вирлуве Тифани Менье         | Европа Экология Зелёные | 1 209      | 17,18          |            |            |
|                | Кристин Бриу Лоик Ренимель         | Разные правые           | 907        | 12,89          |            |            |
|                | Фабьян Леклер Антуан Обри          | Разные левые            | 847        | 12,04          |            |            |
|                | Клер Баррер Жак Журдан             | Левый фронт             | 541        | 7,69           |            |            |
|                | Эмили Лавард Жереми Лефевр         | Правый блок             | 516        | 7,33           |            |            |